# Ацеторфин
Ацеторфин — мощный болеутоляющий препарат, в несколько тысяч раз сильнее, чем морфий. Ацеторфин является производным более известного опиата эторфина, который используется как очень мощное ветеринарное болеутоляющее и анестезирующее средство.
Ацеторфин был развит в 1966 году исследовательской группой Reckitt, развившей эторфин. Ацеторфин был разработан с той же целью, что и эторфин непосредственно, а именно, как сильный транквилизатор для использования против больших животных в ветеринарии. Однако, несмотря на некоторые преимущества перед эторфином (например менее ядовитые побочные эффекты у жирафов), ацеторфин широко никогда не использовался для ветеринарного дела.

## Правовой статус

### Австралия
Ацеторфин входит в перечень 9 веществ в Австралии, категория — яды (февраль 2017 года).

### Великобритания
Ацеторфин считается входит в число запрещенных веществ с 1971 года. Его использование и распространение является незаконным. Принадлежит к классу А веществ, которые считаются наиболее опасными. Запрещён для использования.

### Германия
Запрещен для использования в Германии (Anlage I).